# Грейс Медес
Грейс Медес (англ. Grace Medes, 9 листопада 1886 р. - 31 грудня 1967 р.) - американський біохімік, яка виявила тирозиноз - метаболічний розлад, відомий сьогодні як тирозинемія, і вивчала обмін жирових кислот. Її нагороджено медаллю Гарван-Олін в 1955 році.

## Біографія
Грейс Мей Медіс народилася в Кеокуку, штат Айова, батько - Вільяма Джонсон Медес, мати - Кейт Франсиско Хагні Медес.Отримала ступінь бакалавра та магістра в Університеті Канзасу, як з зоології, так і доктора наук у коледжі Бріна Мавра в 1916 році.
Отримавши докторський ступінь, Медес почала викладати у Вассарському коледжі в 1916 році, будучи спочатку інструктором з зоології до 1919 року, а потім доцентом з фізіології до 1922 р. Вона була першою жінкою-викладачем, доктором фізичних наук на кафедрі Васара.
Медіс переїхала до коледжу Веллслі в 1922 році, де вона працювала доцентом фізіології до 1924 р.
У 1924 році вона пішла в медичний університет Міннесоти, де потім вона працювала доцентом до 1932 року.
У свій час у штаті Міннесота Медес виявила порушення обміну речовин у людини, яке вона назвала «тирозиноз» у 1932 році. Хоча її пацієнт був атиповим і механізм, діагноз, який вона визначив, з сих пір ставився під сумнів, хоча її методи тестування залишаються корисною моделлю для дослідників, що вивчають розлад, відомий як тирозинемія.
У 1932 році Медіс стала завідувачем кафедри хімії обміну речовин Інституту медичних досліджень Ланкенау у Філадельфії, штат Пенсільванія, де вона спеціалізувалася на метаболізмі сірки та жирних кислот.
У 1955 році Медес здобула медаль Гарвана (тепер Медаль Гарвана-Оліна) від Американського хімічного товариства як видатна жінка в хімії.
Будучи на пенсії, Медіс відновила роботу над тирозинозом, яку вона відклала, перебуваючи в Ланкенау, в Науково-дослідному інституті Фельса при Темпському університеті. Вона була співавтором книги «Нормальний ріст і рак» (1963) з колегою Стенлі П. Рейманном.
Симпозіум з тирозинозу відбувся в Осло, Норвегія, на її честь у 1965 році.
Медіс померла в новорічну ніч у 1967 році. Їй було 81 рік.